# Kochīd
Kochīd (persiska: كچيد, كَجيد, كوچيد) är en ort i Iran.   Den ligger i provinsen Mazandaran, i den norra delen av landet, 150 km öster om huvudstaden Teheran. Kochīd ligger 511 meter över havet och antalet invånare är 114.
Terrängen runt Kochīd är huvudsakligen kuperad, men åt sydväst är den bergig. Kochīd ligger nere i en dal.Runt Kochīd är det ganska glesbefolkat, med 34 invånare per kvadratkilometer. Närmaste större samhälle är Pol-e Sefīd, 10,5 km söder om Kochīd. I omgivningarna runt Kochīd växer i huvudsak blandskog.